# 5968 Trauger
Az 5968 Trauger (ideiglenes jelöléssel 1991 FC) egy kisbolygó a Naprendszerben. Eleanor F. Helin fedezte fel 1991. március 17-én.